# Гримм (телесериал)
«Гримм» (англ. Grimm) — американский фэнтези-телесериал, частично основанный на сказках братьев Гримм. Премьера сериала состоялась 28 октября 2011 года на телеканале NBC.
5 апреля 2016 года сериал был продлён на шестой сезон, а 22 апреля стало известно, что шестой сезон будет содержать 13 эпизодов. 29 августа 2016 года NBC объявил, что шестой сезон станет заключительным и шестой сезон стартовал 6 января 2017 года.

## Сюжет
Действие происходит в современном Портленде (штат Орегон, США). Детектив Ник Бёркхардт из отдела убийств узнаёт, что является потомком группы охотников, известных как «Гриммы». Им дана возможность видеть в людях «Существ» и они сражаются за то, чтобы сохранить человечество в безопасности от этих сверхъестественных сущностей. Узнав о своей судьбе, Ник взялся защищать каждую живую душу от них.

## В ролях
= Главная роль в сезоне
     = Второстепенная роль в сезоне
| Актёр               | Персонаж                  | Появление в сезонах | Появление в сезонах | Появление в сезонах | Появление в сезонах | Появление в сезонах | Появление в сезонах | Появление в сезонах |
| Актёр               | Персонаж                  | 1                   | 2                   | 3                   | 4                   | 5                   | 6                   | Эпизоды             |
| ------------------- | ------------------------- | ------------------- | ------------------- | ------------------- | ------------------- | ------------------- | ------------------- | ------------------- |
| Дэвид Джинтоли      | Ник Бёркхардт             | 22                  | 22                  | 22                  | 22                  | 22                  | 13                  | 123                 |
| Расселл Хорнсби     | Хэнк Гриффин              | 22                  | 21                  | 22                  | 22                  | 22                  | 13                  | 122                 |
| Битси Таллок        | Джульетта Силвертон / Ева | 22                  | 22                  | 22                  | 22                  | 18                  | 13                  | 119                 |
| Сайлас Уэйр Митчелл | Монро                     | 22                  | 22                  | 22                  | 22                  | 22                  | 13                  | 123                 |
| Саша Ройз           | Шон Ренар                 | 22                  | 22                  | 22                  | 22                  | 22                  | 13                  | 123                 |
| Реджи Ли            | Дрю Ву                    | 20                  | 21                  | 22                  | 22                  | 22                  | 13                  | 120                 |
| Бри Тёрнер          | Розали Калверт            | 5                   | 15                  | 22                  | 22                  | 22                  | 13                  | 99                  |
| Клэр Коффи          | Адалинда Шейд             | 8                   | 9                   | 21                  | 17                  | 21                  | 11                  | 87                  |
| Всего эпизодов      | Всего эпизодов            | 22                  | 22                  | 22                  | 22                  | 22                  | 13                  | 123                 |

- Николас «Ник» Бёркхардт (Дэвид Джинтоли) — детектив отдела убийств полиции Портленда. Живёт обычной жизнью, до того момента, как впервые видит «схлынувшую» ведьму. Сомнения Ника в своём психическом здоровье развеиваются с приездом в Портленд его родной тёти Мари Кесслер (Кейт Бертон), которая объясняет ему, что происходит, рассказав, что Ник является потомком рода охотников, известных как Гриммы, с давних времён занимавшихся очищением человеческого общества от «существ». Тётя объясняет и смысл его «видений» — это уникальная способность Гриммов видеть истинный облик существ даже тогда, когда они сами того не желают. Узнав об этом, детективу Беркхардту приходится стать частью мира существ, при этом оставаясь и частью мира людей. Ник — опытный полицейский с острым умом и способностью замечать малейшие детали и следы преступлений, анализируя которые, он и выявляет причину совершенного преступления и личность преступника. Опыт работы в полиции сказывается и на новой стороне его жизни — в отличие от большинства Гриммов, Беркхардт предпочитает не уничтожать «существ» без разбора, понимая, что и среди них есть как плохие, так и хорошие, и даже «нейтральные». Такое отношение в конце концов сказывается на его жизни и работе — многие «существа» Портленда, узнав о том, что в городе есть рассудительный Гримм, не имеющий привычки сразу хвататься за оружие (сообщество существ именно по этой причине всю свою историю боится Гриммов как огня, небезосновательно считая их палачами и опытными убийцами), более охотно оказывают Нику помощь в расследовании, а некоторые из них становятся для него преданными и верными друзьями.
- Хэнк Гриффин (Расселл Хорнсби) — детектив отдела убийств и напарник Ника, обычный человек («иной» или «изнаночник», как обычных людей называют в среде существ). Долгое время не знает ни о существах, ни о том, что Ник является Гриммом. Тем не менее, узнав правду, он остаётся лучшим другом Ника и старается во всём его поддерживать. Опытный полицейский, обладающий завидным хладнокровием и умением спокойно оценить и проанализировать любую ситуацию. Мастерски владеет огнестрельным оружием, обладает крепким телосложением и немалой физической силой, позволяющей ему в рукопашной схватке на равных противостоять многим существам.
- Джульетта Силвертон (Битси Таллок) — девушка Ника, ветеринар. Кроме родного языка, в совершенстве владеет испанским (много времени в детстве и юности проводила в гостях у своей бабушки, испанки по национальности), не приемлет насилия и агрессии, однако способна постоять за себя не только в рукопашной схватке: понимая, что жизнь рядом с детективом отдела убийств может представлять угрозу независимо от его желания защитить её, убеждает Ника обучить её стрельбе из пистолета. В течение долгого времени не подозревала о способностях Ника как Гримма, из-за чего нередко подвергалась опасности во время проводимых им расследований. От рождения является обычным человеком, «иным», однако впоследствии в результате вынужденного участия в магическом ритуале становится «новорождённой» ведьмой (ведьмы такого типа обладают уникальными способностями и гораздо большей магической силой, чем те, что являются ведьмами от рождения). Не сумев на эмоциональном и духовном уровне справиться с новыми способностями, обращает свой гнев против Ника и своих друзей, в конце концов вынуждая убить её. Позже выясняется, что в результате спланированной операции по устранению Джульетту похитила тайная организация, противостоящая попыткам древних королевских родов вернуть себе власть как над миром «иных», так и над сообществом существ. Тело Джульетты было доставлено на засекреченную базу организации, где её сначала вернули к жизни, а затем «переформатировали» личность, чтобы подавить неуправляемую агрессию и направить её на определённые цели, тем самым превратив Джульетту в смертоносное оружие. В новой ипостаси Джульетта Силвертон решает отказаться от прежней жизни и берёт себе новое имя — Ева. Хотя в своей новой личности она почти лишена эмоций — позже всё-таки становится ясно, что Ева всё же сохранила некоторые черты личности Джульетты: она нередко обращается к воспоминаниям прежней личности, если это может пойти на пользу деятельности Сопротивления, а кроме того, до сих пор переживает за бывшего возлюбленного и готова уничтожить всех, кто ему навредит.
- Монро (Сайлас Уэйр Митчелл) — существо-потрошитель, в ходе случайной встречи в одном из расследований ставший другом Ника. Впоследствии, все чаще и чаще помогая Нику в расследованиях, сближается с ним и их отношения перерастают в крепкую мужскую дружбу (оба не раз выручали друг друга в экстремальных ситуациях). Монро — необычное «существо», в отличие от большинства потрошителей, он в своё время отказался от агрессивного образа жизни и традиционной охоты на иных (полностью отказавшись от мяса и став веганом). Является опытным специалистом по ремонту и восстановлению часовых механизмов, оказывая платные услуги в этой области. Познакомившись с Розали Калверт, начинает встречаться с ней, затем их отношения перерастают в романтические, доходя до бракосочетания. Свадьба с Розали приводит к серьёзным проблемам с пониманием со стороны некоторых представителей сообщества существ, так как они с женой принадлежат к разным видам: Монро — потрошитель, его жена — рыжехвост.
- Шон Ренар (Саша Ройз) — капитан полиции Портленда, начальник участка, в котором работают Беркхардт и Гриффин. По факту рождения - существо-колдун (со стороны матери) и член королевской династии Кроненбергов (незаконный сын главы австрийского Дома Кроненбергов короля Фредерика, т. е. бастард, не имеющий прав на наследование трона). В юные годы, будучи внебрачным сыном короля, подвергся охоте, вследствие чего вывезен матерью в США[4]. Обладает прекрасной физической формой даже в человеческой ипостаси, в облике же колдуна его физические кондиции традиционно возрастают на порядок. Невосприимчив к различного рода проклятиям, устойчив к недугам и болезням. Разбирается в черной магии и оккультизме. Блестяще владеет приёмами рукопашного боя и огнестрельным оружием. В совершенстве владеет несколькими языками (включая латынь и русский). Зачастую ведёт собственную игру, исходя из личных интересов, однако после того, как открывает свою сущность Нику и его друзьям — начинает открыто им помогать. В пятом сезоне переходит на сторону «Чёрного когтя» (организации существ, ставящей своей целью захват власти в мире и установление превосходства существ над иными) и ненадолго становится мэром Портленда, впоследствии, видя поражение организации и примирившись с ситуацией, возвращается на службу в должности капитана, при этом с Беркхардтом и его друзьями выстраивая уже чисто деловые отношения, лишённые былого уровня доверия с обеих сторон.
- Сержант Дрю Ву (Реджи Ли) — сержант полиции, работающий с Ником и Хэнком. Филиппинец по происхождению, опытный полицейский, прекрасно владеющий приёмами рукопашного боя и огнестрельным оружием. Чаще всего выполняет для них «черновую работу», снабжая фактами, а также предоставляет информацию по тем или иным делам и расследованиям. По ходу развития событий узнаёт о мире существ, но продолжает дальше помогать Нику и Хэнку. В пятом сезоне заразился ликантропией и стал оборотнем, однако довольно быстро научился контролировать превращение и агрессивные наклонности. Обладает своеобразным чувством юмора, демонстрируя его и вовремя, и совершенно не к месту.
- Розали Калверт (Бри Тёрнер) — существо-рыжехвост, подруга Ника и Джульетты. Переезжает в Портленд и становится владелицей магазина (перешедшего его по наследству от старшего брата) специй и лекарственных средств для существ. Постоянно помогает Нику и Монро, поскольку, будучи существом, знает многое о традициях и обычаях этого скрытого мира. Начинает встречаться с Монро, а в конце третьего сезона становится его женой.
- Адалинда Шейд (Клэр Коффи) — существо-ведьма, юрист, опытный адвокат. До того, как Ник лишил её способностей ведьмы, вместе со своей матерью работала на капитана Ренара, зная о его происхождении. Будучи беременной от Ренара, с помощью сложного магического ритуала вернула себе силы ведьмы. После того, как её дочь Диану забрала мать Ника, опытный и сильный Гримм, (Келли Беркхардт), Адалинда, руководимая местью, путём хитроумной комбинации и магического заклинания лишила Беркхардта сил Гримма. Побочным эффектом этой операции, в ходе которой ей пришлось, под иным обличьем, вступить в интимную связь с Беркхардтом, стала беременность от него. Поняв в конце концов, что практически все, кто прежде ей покровительствовал, всего лишь использовали её в собственных целях, обратилась к Нику за помощью и защитой, пообещав помочь ему вернуть Джульетту к жизни обычного человека. Чтобы обеспечить успех ритуала, с помощью супрессанта заблокировала в себе силы ведьмы, чем значительно смягчила свой характер. Родив Нику сына (и дав ему имя Келли, в память о погибшей матери Беркхардта), переехала жить к нему. Позже их отношения сблизились до дружеских, а затем и до романтических. Поскольку действие супрессанта со временем закончилось — снова стала ведьмой, что вызвало у неё истерическую реакцию, вызванную страхом, исходившим из предположения, что Ник поступит с ней так же, как Гриммы всегда поступали с ведьмами: обезглавит. Беркхардт сумел убедить её в том, что сделал выводы из прошлого опыта (не сумев примириться с новой сущностью Джульетты, он фактически отказался от неё, что и повлекло за собой последующие трагические события), и никогда не причинит вреда Адалинде и их сыну. В пятом сезоне ради воссоединения с дочерью Адалинда, вопреки своему нежеланию и неприязни к Ренару, а также в результате шантажа и угроз со стороны одного из лидеров «Чёрного когтя», вынуждена была поддержать Ренара при вступлении в должность мэра Портленда. Впоследствии, после разгрома «Чёрного когтя» и смерти его лидера, вернулась с дочерью и сыном к Беркхардту, сумевшему заключить с Ренаром своеобразный «пакт о ненападении».

## Производство
В марте 2012 года стало известно о продлении сериала на второй сезон. 26 апреля 2013 года NBC продлил шоу на третий сезон. 19 марта 2014 года «Гримм» был продлён на четвёртый сезон. 5 февраля 2015 года сериал был продлён на пятый сезон. 5 апреля 2016 года сериал был продлён на шестой сезон. В 2017 году вышел заключительный, шестой сезон, состоящий из 13 серий.

### Спин-офф
В октябре 2018 года стало известно о том, что телеканал NBC работает над спин-оффом по мотивам «Гримм». Сценаристом и шоураннером нового проекта стала Мелисса Гленн, известная работой над сериалами «Красавица и чудовище», «Воздействие» и «Революция». По информации журнала Variety, главным персонажем сериала, ещё не получившего названия, станет женщина . В то же время руководство канала подтвердило, что создатели оригинального сериала Дэвид Гринуолт и Джим Кауф примут участие в работе над спин-оффом в качестве консультантов. В спин-оффе появятся также некоторые из оригинальных героев, полюбившиеся фанатам «Гримм». На июль 2021 года проект мёртв.

## Эпизоды
| Сезон | Сезон | Эпизоды | Оригинальная дата показа | Оригинальная дата показа | Рейтинг Нильсена | Рейтинг Нильсена       | Рейтинг Нильсена |
| Сезон | Сезон | Эпизоды | Премьера сезона          | Финал сезона             | Ранг             | Зрители США (миллионы) |                  |
| ----- | ----- | ------- | ------------------------ | ------------------------ | ---------------- | ---------------------- | ---------------- |
|       | 1     | 22      | 28 октября 2011          | 18 мая 2012              | 89               | 6,36                   |                  |
|       | 2     | 22      | 13 августа 2012          | 21 мая 2013              | 60               | 7,06                   |                  |
|       | 3     | 22      | 25 октября 2013          | 16 мая 2014              | 52               | 7,97                   |                  |
|       | 4     | 22      | 24 октября 2014          | 15 мая 2015              | 65               | 6,98                   |                  |
|       | 5     | 22      | 30 октября 2015          | 20 мая 2016              | 76               | 5,97                   |                  |
|       | 6     | 13      | 6 января 2017            | 31 марта 2017            | 70               | 6,07                   |                  |

## Реакция

### Приём критиков
Сериал получил смешанные отзывы от критиков со средним баллом 55 из 100 на Metacritic.

### Рейтинги
| Сезон | Таймслот (ET) | Эпизоды | Премьера        | Премьера                    | Финал         | Финал                     | ТВ сезон | Ранк | Зрители США (миллионы) |
| Сезон | Таймслот (ET) | Эпизоды | Дата            | Зрители премьеры (миллионы) | Дата          | Зрители финала (миллионы) | ТВ сезон | Ранк | Зрители США (миллионы) |
| ----- | --- | ------- | --------------- | --------------------------- | ------------- | ------------------------- | -------- | ---- | ---------------------- |
| 1     | Пятница 21:00 | 22      | 28 октября 2011 | 6,56                        | 18 мая 2012   | 5,10                      | 2011-12  | 89   | 6,35                   |
| 2     | Понедельник 22:00 (13 августа 2012 — 3 сентября 2012) Пятница 21:00 (28 сентября 2012 — 26 апреля 2013) Вторник 22:00 (30 апреля 2013 — 21 мая 2013) | 22      | 13 августа 2012 | 5,64                        | 21 мая 2013   | 4,99                      | 2012-13  | 61   | 6,95                   |
| 3     | Пятница 21:00 | 22      | 25 октября 2013 | 6,15                        | 16 мая 2014   | 5,34                      | 2013-14  | 52   | 7,97                   |
| 4     | Пятница 21:00 (24 октября 2014 — 13 февраля 2015) Пятница 20:00 (20 марта 2015 — 15 мая 2015)                                                        | 22      | 24 октября 2014 | 5,28                        | 15 мая 2015   | 4,74                      | 2014-15  | 65   | 6,98                   |
| 5     | Пятница 21:00 | 22      | 30 октября 2015 | 4,04                        | 20 мая 2016   | 4,03                      | 2015-16  | 76   | 5,97                   |
| 6     | Пятница 20:00 | 13      | 6 января 2017   | 4,49                        | 31 марта 2017 | 4,33                      | 2016-17  | 70   | 6,07                   |

## Награды и номинации
| Год  | Награда                   | Категория                    | Номинант                             | Результат |
| ---- | ------------------------- | ---------------------------- | ------------------------------------ | --------- |
| 2012 | Creative Arts Emmy Awards | Выдающаяся постановка трюков | «Гримм» (Эпизод: «Женщина в чёрном») | Номинация |
| 2012 | People’s Choice Awards    | Любимая теледрама            | «Гримм»                              | Номинация |
| 2014 | Creative Arts Emmy Awards | Выдающаяся постановка трюков | Мэтт Тейлор                          | Номинация |